# 未来からの来訪者
未来からの来訪者（みらいからのらいほうしゃ、露: Гостья из будущего、英: Guest from the Future)）はソビエト連邦の長編映画（現在はテレビシリーズに位置付けられている）。原作はキル・ブリチョフの「 アリーサの冒険」シリーズ作品のひとつ「100年の彼方」であり、ゴーリキ映画製作所によって制作された。この映画は1985年3月25日から29日の5日間、ソビエト連邦中央テレビにて放送された。

## 映画化されるまでの出来事

### 映画化の決定
ブリチョフの本「100年の彼方」を映画化するという案は、子供たちとの話し合いの際にパウェル・アルセノフが考案した。子供たちに『ブリチェフの本の中でどれを1番映画にしたい』と聞いたところ、大多数は『100年の彼方』と答えた。ブリチェフはこれに応え、映画化に向けての様々な手続きを済ました。1981年から1982年にかけて映画の文学版が承認されたが、文学および芸術年鑑には含まれなかった。

### 主人公役の選定
主人公であるアリーサ・セレズニョーワ役には、ナタリア・グセヴァを含む約100人の候補者がいた。

### 撮影
撮影は1983年に開始され、そのほとんどがモスクワで行われ、未来のシーン（2084年のシーン）ではモスクワ中央植物園を中心に撮影が行われた。

## ストーリー

### 第1話
時は1984年4月13日、第20モスクワ小学校のコーリャ・ゲラーシモフは、ヨーグルトを買うクラスメイトであるフィーマ・コロレフに出会った。フィーマはコーリャに1人の見知らぬ女性が廃墟に身を隠してるという謎を打ち明けた。この謎を解き明かすためコーリャとフィーマは女性の後を追った。女性は廃墟へ入ったが、不思議なことに廃墟には女性の姿はなかった。仕方なく2人は家に帰ろうとし、廃墟の階段を降りようとしたところ野球ボールぐらいの球を蹴ってしまい、階段を降りていってしまう。階段を駆け下り最終的に球は止まるが、止まったのはなんと地下室であった。地下室の壁には古代壁画らしきものが描かれ、奥には木製の扉があった。コーリャはこの扉がタイムマシンとは知らずに入ってしまう。コーリャは未来へ飛ばされてしまい、時間研究所へたどり着いてしまう。時間研究所を彷徨ってるコーリャは偶然にも親切なロボット、ベールテルと遭遇し、ベールテルはコーリャに対し検査をおこなった。検査で過去（1984年）から来た人とわかった途端、ベールテルはコーリャに21世紀の終わり（2084年）にいることを説明した。さらにベールテルは、コーリャが追ってた女性の名がポリーナで、20世紀専門として時間研究所に所属していたことまで伝えた。コーリャはベールテルに組み込まれたプログラミング（親切な性格）を利用し、一度でいいから未来を見てみたいと頼み、未来の乗り物でモスクワを飛行することを許可した。コーリャはコスモス・ホテルやボリショイ劇場、さらには赤の広場まで飛行するが、宇宙基地までいってしまった。宇宙研究所の自動質問機に「月へ行きたい」と質問し、「月へのチェックインと搭乗は完了しました」と断られてしまう。その後に「どこなら行ける？」と質問し、「質問が分かりません」と返されてしまう。

第1話で登場するタイムマシン

第1話で登場する乗り物（作中では空を飛ぶため、飛行物体である）

### 第二話
宇宙研究所の待合室で背中に「 Интеркосмос 」と書かれたジャンプスーツを着た小学生たちに出会ったコルヤ達は、衛星を軌道に乗せるという課外授業を受けることになった。宇宙港のオフィスをうろつくコルヤは土星から届いたコンテナから、石の顔をした奇妙な幽霊のような生物が2体現れたことに気が付き、冥王星からのダイヤモンドのコンテナを探していた宇宙港の職員2人を襲って無力化（又は殺害）し、無力化した2人の姿に変身する。その生き物は宇宙海賊、ジョリー・ウーとラットであることが判明した。
コスモ宇宙動物園園長のセレズニョフ教授を探すと、ポリーナ（時空研究所の職員で、宇宙船「ビタズ」の船長の妻でもある）と一緒に現れた海賊たちは、宇宙の支配者になるために必要な、生物の心を読むために作られた水晶「ミエロフォン」に興味を持ち、パベル爺さん（ヴィタズ船長の父でポーリーンの義父）を無力化した。メリー・ウーは、パベル爺さんの姿になり、射手座星系の科学者になりすましたラットとともに、セレズニョフ教授にミエロフォンの在処を聞く。セレズニョフ教授はパベル爺の体が乗っ取られた事を知らずに娘のアーリサ・セレズニョワがミエロフォンを使用し、コスモ動物園の動物の心を読んでいることを伝えてしまう。これを聞いた海賊はパベル爺から抜け出し、意識を失った本当のパベル爺を見たコルヤはパベル爺を説得し正気に戻した。パベル爺は海賊に襲われたことをコルヤに告げ、アリサとミエロフォンを救うことを願った。
一方、コスモ動物園のアリーサはミエロフォンを使って鰐の心情を読む実験をしていた。再び姿を変えた海賊は、アリスから装置を奪おうとするが、コルヤはコスモス宇宙港の研究助手エレクトロン・イワノビッチと山羊の姿になったナポレオンと協力しミエロフォンを傍受し、バイオロボットのウェルテルの保護を受けながら時空研究所に飛んでいくのだった。宇宙港職員の黄色い制服を着た海賊がコルヤを追いかけ、アリサもそれに続く。
ウェルテルはタイムマシンでコルヤを1984年に送ることに成功するが、怒り狂った海賊にレーザーブラスター（光線銃）で撃たれて亡くなってしまう。コルヤは1984年4月13日に戻り、コルヤの外見しか知らない宇宙海賊ラットとメリー・ウー、1984年世界でコルヤの名前と学校番号とクラスを知り（この情報はコスモズーでナポレオンからもらった）、コルヤの姿を知らないアリサ・セレズニョワが彼を追ってくる。その後、コルヤがモスクワで海賊とアリサを追っている時、海賊は脱出に成功するが、地上交通に不慣れなアリサ・セレズニョワは軽い交通事故に遭い、病院の外傷科に入院することになる。

### 第三話
病院の医師は途方に暮れた。怪我は大したことないが、「退院するには両親か親戚が迎えに来なければならないし、アリサは自分の名前以外何も覚えていないという」。医師たちはアリサが「話す」ことを待っているのだ。また、同じ部屋のユリア・グリブコワに対しても、特に話しているわけでもない。しかしある会話の中で、ユリアが20校6組「B」つまり同じ学校、同じクラスにいることが判明し、アリスが「今探しているコルヤも!?」と感情的な口調で問い掛けた。アリサは喜びのあまり、ユリアに自分の真実をすべて話してしまう。
夜、コルヤとフィーマは、タイムマシンとメモを2084年に送るために古びた建物への侵入を試みるが、タイムマシンの入り口を隠すタンスには可動式ドアの代わりに普通のタンスの裏壁があるだった。実はこの時、この古びた建物には宇宙海賊が潜伏しており、もう少しで宇宙海賊に発見されるところだった。
アリサの居場所を突き止めた宇宙海賊たち。ラットはアリスの担当医に、ジョリー・ウーはアリスの父親に変身し、アリサが入院している病院に乗り込む。海賊たちは女子の部屋を捜索するが、ミエロフォンは見つからなかった（実はこの時、ミエロフォンはコルヤが持っていた）。アリサがいる病室に本物の医師たちがやってきて、海賊達は病院を出て行ってしまう。
海賊が去った後、アリサはユリアに突然「訪問者」の正体を告げる。「これ以上運命を翻弄するのはやめよう」と考えたアリサとユリアは、翌日の朝に病院から1階の窓を通ってユリアの家に逃げ込む。ユリアはユリアの祖母のコネで、アリサはユリアと同じクラスに仮入学することになる。宇宙海賊は病院の医師にユリアの住所や、ユリアとのアリサが通っている学校まで狡猾に聞き出していた。海賊はユリアの家とユリアとアリサ学校の監視を始めた。

### 第四話
コルヤは非常に困っている。何故なら突然学校に入ることになったアリサに、ただミエロフォンを渡すのは躊躇われる。それに未来に侵入して何かを知った好ましくない過去からの目撃者を、未来人は抹殺したいのかもしれないと考えるフィーマに、断固として思いとどまらされる。翻って、アリサの一番の問題は、コルヤを目視で知らないことである。第6番「B」には、スーリマ、サドフスキー、ゲラシモフという3人のコーリャがいるので、アリサとユリアはどれがミーロフォンを持っているかはっきりしないのである。コールズ一家に挑発的な質問を投げかけても、真相には近づけない。アリサはサドフスキーだと考えるが、ユリアは彼が偉大な空想家でSFのファンであることを知っているので、この案を拒否する。
学校では、アリサは英語が得意で（スペイン語・フランス語・チェコ語・フィンランド語・ヒンディー語・中国語・日本語）、運動も得意であり（走り幅跳びでは6m20cmも跳べる）、スポーツ教室のコーチ、マルタ・エラストヴナ・スクリルはアリサの運動能力に注目し、競技に参加させようとするのである。
そして、アリサが教室に通い始めて3日目、ついにコルヤは耐え切れず、直接手にするのではなく、こっそり彼女にミエロフォンを渡すことにした。コルヤはミエロフォンを学校に持って行き、休み時間にさりげなくユリナのカバンに忍ばせ、アリスに事情を説明し、許してくれるように頼むメモを添えていた。しかしこの日、海賊たちは学校にも忍び込み、コルヤ、フィーマ、ユリアの同級生、先生であるミラ・ルートケヴィチに、アリスの能力は単なる異常者であると（病院の先生を名乗り）信じ込ませていたのだ。そして、メリー・ウーが先生の気を引いている間に、ラットは彼女に変身し、アリサを黒板に呼び寄せて彼女のカバンの中を探すが、そこにミエロフォンは無かった。教室に入った本物の先生とジョリー・ウーは、ドッペルゲンガーと対面して気を失ってしまう。
状況を理解したコルヤは自分を犠牲に、アリスとミエロフォンを守るためにこう言って教室を飛び出していった。
<<アリサ、俺が！ ミエロフォンを持ってる! 俺が隠したんだ！ 俺が！>>
海賊たちはすぐにコリヤの言葉を真に受けて、慌ててコルヤ追い掛ける。アリサも海賊たちと一緒に急いで後を追いかける。モスクワの街や路地を長い間追いかけるうちに、宇宙海賊はコルヤを捕まえ、一時的に滞在していたタイムマシンのある古びた建物に彼を引きずり出す。アリサは、マルタ・エラストヴナが彼女を止め、競技に参加するよう説得したため、彼らの軌跡を失ってしまう。

### 第五話
ユリアは、一部始終を話したクラスメート達とともに、コルヤとアリサを探しに来た海賊に荒らされた教室を後にする。やがて彼らは、海賊に追いつけなかったアリサと出会う。ユリアのカバンからコリヤのメモが入ったミエロフォンが発見される。海賊に命を狙われ、見たことを口止めされた傍観者、臆病で気弱なイシューチンの考えをミエロフォンで読み、アリサ達はコルヤの居場所を突き止め、救出に向かうのである。
その頃、コルヤは海賊に捕まえられていた。自転車、スクーター、SUV、そしてルーブルなどを引き換えにミエロフォンの隠し場所を教えるという条件が提示される中で逆さ吊りにされている。コルヤは全ての物々交換を断り果敢に口をつぐむが、これに激怒した海賊に拷問をされ意識を失ってしまう。その頃、海賊たちは新たな問題に気づく。コルヤの同級生のアリサ達が古びた建物に近づいてきたのだ。
アリサは一人、ミエロフォンを手に持ち板張りの家に入る（子供たちはコルヤの姿をしたラットに気を取られていた）。海賊が建物の周りをぐるぐると回る様子が映し出され始め、その返答として、ミエロフォンの形をしたネズミが引き伸ばされた伴奏で、少女を救う役割を果たす。その時、ジョリーWが忍び寄り、ミロフォンを手にする。しかし、フロアに飛び込んできたコーチ、マルタ・エラストヴナという新たな障害に遭遇する。
愉快なウーはトレーナーに襲いかかるが、彼女は武術を使ってトレーナーを窓から投げ捨て、その結果、トレーナーは意識を失った。階下で待っていた同僚の「偶然の通行人」ラットは、子供たちの目の前で装置を持ち去り、警察と脅す。念願のミーロフォンを手に入れたラットは、それをめぐって喧嘩になりかけた覚醒したメリー・ウーと一緒に、タイムマシンが隠されている地下室へと急ぐ。
建物の地下で食器棚のある秘密の部屋に入った海賊たちは、タイムマシンの入り口がふさがれていることを発見して愕然とする。会場に到着したアリサ達たちは、落ち込んで怒っている宇宙海賊たちをレンガ造りのドアの前に見つける。アリサ達を光線銃で脅し、冷たいコンクリートの柱を撃つと、ゴロゴロと音を立てて倒れる。しかしその瞬間、タイムマシンに通じる扉が突然開き、ポリーナが出てきた。ポリーナはバリアに守られ、光線銃も効かなかった。
<<宇宙法に則りお前らを逮捕する！>>
ポリーナはそう言い、宇宙海賊を無力化させ本来の姿に戻す。そしてこのタイムトラベルのことを誰にも言わないようにと子供たちに頼む。ポリーナは子供たちがこの約束を守れるかどうか心配していた。しかし、時空研究所の職員は気にしない。子供達が「宇宙海賊との戦い」を大人たちに話しても、誰も信じないし、未来に何の危機もない。彼女は逮捕した海賊たちを未来に送り返し、アリサに2分だけ猶予を与え、同級生達に別れを告げ自分の時代、共産主義世界の2084年に急いで戻るようにと言った。
アリサは、クラスで親しくなった同級生たちに別れを告げ、それぞれに将来、つまり自分の現在において、どのような人物になるかを簡単に明かす（少年たちの中には、将来タイムマシンを発明する人物もいる）。扉の前に立ち、同級生たちと合流したマルタ・エラストヴナに惜別の視線を送ると、その扉が閉まり、この映画は終わる。

## 放送後
放送後、このテレビドラマは子供たちで大ブームとなり、ソビエトの女子たちはアリサの髪型を真似たりして、男子たちはアリサの美貌に惚れた。アリサ役を演じたナタリアはソ連からはもちろん国外にもファンを作り、一躍時の人となった。ソ連内外からファンレターが届くためモスクワの郵便局はナタリア宛の手紙はある程度の期間を置いてからまとめて送るという形をとった。ナタリアはファンが彼女を見つけられないように頭を低くして歩いていたため、しばらくの間姿勢に問題があった。

## 日本での放送
この映画は当時東側陣営の盟主であったソ連で作られたという事情もあり日本での知名度は非常に低く、日本ではフジテレビでしか放送されてない。また、2022年現在日本語訳のDVDも出ていない。